# Ed McBain
Salvatore Lombino (Nueva York, 15 de octubre de 1926-Weston (Connecticut), 6 de julio de 2005), más conocido como Ed McBain, fue un escritor y guionista estadounidense. Adoptó legalmente el nombre de Evan Hunter en 1952, nombre con el cual publicó varios novelas, entre ellas The Blackboard Jungle (1954), más conocida por su versión cinematográfica como Semilla de maldad (1955), dirigida por Richard Brooks y protagonizada por Glenn Ford.
A partir de 1956, cuando publicó Cop Hater, la primera de sus 55 novelas policíacas del subgénero de policía procesal, basadas en el Distrito 87, utilizaría el seudónimo Ed McBain para la mayoría de sus obras. 
Otras obras suyas adaptadas para el cine incluyen Strangers When We Meet (1960), con Kirk Douglas y Kim Novak, y Fuzz (1972) con Burt Reynolds, Yul Brynner y Raquel Welch. Como guionista, colaboró con Alfred Hitchcock en adaptar una historia de Daphne du Maurier en Los pájaros (The Birds, 1963).

## Seudónimos
Aunque Lombino cambió su nombre a Evan Hunter en 1952 por estar convencido de que sus obras eran rechazadas por los «prejuicios contra escritores con nombres de extranjeros» («Si eres italoestadounidense, se supone que no eres culto.»), publicó numerosas novelas bajo multitud de seudónimos.

## Publicaciones

### Como Evan Hunter
- Find The Feathered Serpent (1952)
- The Evil Sleep! (1952)
- Don't Crowd Me (1953)
- Blackboard Jungle (Semilla de maldad) (1955)
- Second Ending (1956)
- Mothers and Daughters (1961)
- A Horse's Head (Una cabeza de caballo) (1967)
- Last Summer (1968)
- Come Winter (Cuando llega el invierno)  (1973)
- Streets of Gold (Calles de oro) (1974)
- The Chisholms (Los Chisholms) (1976)
- Love, Dad (Con cariño, papá) (1981)
- Lizzie (1984)
- Me & Hitch! (1998) - autobiografía sobre sus colaboraciones con Alfred Hitchcock
- Let's Talk (2005) - autobiografía

### Como Ed McBain y Evan Hunter
- Candyland (2001)

### Con otros seudónimos
- Danger: Dinosaurs! (1953) - como Richard Marsten
- Rocket To Luna (1953) - como Richard Marsten
- Runaway Black (1954) - como Richard Marsten y más tarde reeditado bajo el nombre de Ed McBain
- Cut Me In (1954) - como Hunt Collins
- Murder in the Navy (1955) - como Richard Marsten
- Doors (1975) - originalmente publicado como Ezra Hannon, y más tarde reeditado bajo el nombre de Ed McBain
- Scimitar (1992) - como John Abbott

## Adaptaciones de sus obras al cine
- Semilla de maldad (1955) - dirigida por Richard Brooks y protagonizada por Glenn Ford y Sidney Poitier
- Cop Hater (1958) - dirigida por William Berke y protagonizada por Robert Loggia (con Jerry Orbach[3] y Vincent Gardenia[4] en papeles secundarios)
- The Mugger (1958) - dirigida por William Berke y protagonizada por Kent Smith, Nan Martin y James Franciscus
- Un extraño en mi vida (1960), con Kirk Douglas y Kim Novak
- El infierno del odio (Tengoku to jigoku, 1963), dirigida por Akira Kurosawa y protagonizada por Toshiro Mifune.
- El turbulento distrito 87 (1972) con Burt Reynolds,[2] Yul Brynner y Raquel Welch
- Distrito 87: Ola de calor (1996) - dirigida por Douglas Barr y protagonizado por Paul Ben-Victor, Dale Midkiff y Erika Eleniak[5]